# Bloom Into You
Bloom Into You este o serie de manga yuri japoneză scrisă și ilustrată de Nio Nakatani . Manga a început serializarea în revista lunară japoneză Shōnen Manga Dengeki Daioh pe 27 aprilie 2015 și s-a încheiat pe 27 septembrie 2019. A fost publicată în Japonia de ASCII Media Works sub eticheta Dengeki Comics NEXT.